# Marvin Ogunjimi
Marvin Ogunjimi (* 12. října 1987, Mechelen, Belgie) je belgický fotbalový útočník a reprezentant nigerijského původu, který hraje od roku 2014 v norském klubu Strømsgodset IF.
Otec pochází z Nigérie, matka je Belgičanka.

## Klubová kariéra

### KRC Genk + hostování
Marvin Ogunjimi poprvé nastoupil do profesionálního fotbalu v barvách belgického klubu KRC Genk během sezóny 2005/06. Do Genku přišel již v létě 2004. 2. října 2005 debutoval v belgické lize v zápase proti domácímu celku Beerschot AC (remíza 2:2). Ogunjimi šel na hřiště v 87. minutě. V roce 2007 odešel na hostování do nizozemského druholigového klubu RKC Waalwijk, kde odehrál 27 zápasů a vstřelil celkem 10 branek.
Roku 2008 se vrátil do Belgie do Genku a v sezóně 2008/09 získal s mužstvem belgický fotbalový pohár. Genk porazil ve finále KV Mechelen 2:0, obě branky vstřelil Ogunjimi (ve 43. a 62. minutě). V sezóně 2010/11 vyválčil s Genkem ligový titul a na začátku následující sezóny získal s klubem belgický Superpohár.

### RCD Mallorca
V létě 2011 měl přestoupit do španělského klubu RCD Mallorca, nicméně potřebné dokumenty přišly do sídla FIFA 7 minut po přestupové uzávěrce a transfer tak byl zamítnut. Přestup se uskutečnil během dalšího přestupového okna 14. listopadu 2011.
Z Mallorcy poté hostoval ve třech belgických klubech.

### Strømsgodset IF
V roce 2014 odešel do norského klubu Strømsgodset IF.

## Reprezentační kariéra

### A-mužstvo
V říjnu 2010 se rozhodoval, zda bude reprezentovat Belgii nebo Nigérii. Rozhodl se pro belgický národní tým. V A-mužstvu Belgie debutoval 8. října 2010 v kvalifikačním utkání proti domácímu Kazachstánu. Ogunjimi šel na hřiště ve druhém poločase za stavu 0:0 a dvěma góly zařídil vítězství Belgie 2:0. Trefil se i v následujícím domácím zápase 12. října proti Rakousku, jedním gólem přispěl ke konečné remíze 4:4 po divokém průběhu. I tentokrát se jednalo o kvalifikační střetnutí na Euro 2012. Do konce kvalifikačního cyklu stihl dát ještě další dva góly. 3. června 2011 zařídil domácí remízu 1:1 s Tureckem a 7. října 2011 se v Bruselu jednou brankou podílel na vítězství 4:1 nad hostujícím Kazachstánem. Přes jeho gólovou potenci se Belgie na evropský šampionát neprobojovala, skončila s 15 body na třetím (nepostupovém) místě o dva body za druhým Tureckem, které směřovalo do baráže.

### Reprezentační góly
Góly Marvina Ogunjimiho za A-mužstvo Belgie
| 010                    | 8. 10. 2010  | Astana Arena, Nur-Sultan, Kazachstán    | Kazachstán | 00:100(52.) | 0:2 | kvalifikace na Euro 2012 |
| 02                     | 8. 10. 2010  | Astana Arena, Nur-Sultan, Kazachstán    | Kazachstán | 00:200(70.) | 0:2 | kvalifikace na Euro 2012 |
| 03                     | 12. 10. 2010 | Stadion krále Baudouina, Brusel, Belgie | Rakousko   | 03:300(87.) | 4:4 | kvalifikace na Euro 2012 |
| 04                     | 3. 6. 2011   | Stadion krále Baudouina, Brusel, Belgie | Turecko    | 01:0000(4.) | 1:1 | kvalifikace na Euro 2012 |
| 05                     | 7. 10. 2011  | Stadion krále Baudouina, Brusel, Belgie | Kazachstán | 04:00(84.)  | 4:1 | kvalifikace na Euro 2012 |
| Platí k 20. lednu 2014 |              |                                         |            |             |     |                          |